# Nathaly Grimán
Nathaly Josefina Grimán Herrera (ur. 29 grudnia 1991) – wenezuelska zapaśniczka. Zajęła dwunaste miejsce na mistrzostwach świata w 2019. Piąta na igrzyskach panamerykańskich w 2019 i 2023; siódma w 2015. Srebrna medalistka mistrzostw panamerykańskich w 2023 i 2025; brązowa w 2014, 2015, 2017 i 2019 roku.
Triumfatorka igrzysk Ameryki Środkowej i Karaibów w 2018. Wicemistrzyni igrzysk Ameryki Południowej w 2018 i 2022. Trzecia na mistrzostwach Ameryki Południowej w 2012. Mistrzyni igrzysk boliwaryjskich w 2017 i 2022; czwarta w 2013 roku.
Absolwentka Uniwersytetu Carabobo.
Jej siostra Natacha Grimán jest również zapaśniczką.